# Fuad Muzurović
Fuad Muzurović (Bijelo Polje, 3 novembre 1945) è un allenatore di calcio ed ex calciatore bosniaco, di ruolo difensore.

## Palmarès

### Giocatore
- Campionato jugoslavo: 1

Sarajevo: 1966-1967

### Allenatore
- Coppa di Bosnia: 1

Sarajevo: 2001-2002